# Niboye
 (août 2019).
Si vous disposez d'ouvrages ou d'articles de référence ou si vous connaissez des sites web de qualité traitant du thème abordé ici, merci de compléter l'article en donnant les références utiles à sa vérifiabilité et en les liant à la section « Notes et références ».
Niboye est une division administrative, appelée « secteur », du district de Kicukiro, lui-même un des trois districts formant la ville de Kigali, capitale du Rwanda (avec Nyarugenge et Gasabo). Il est constitué de trois « cellules » (Gatare, Niboye et Nyakabanda) qui sont elles-mêmes divisées en « villages ».

## Cellule de Gatare
- Byimana
- Gatare
- Imena
- Kamahoro
- Kigarama
- Rugunga
- Rurembo
- Taba

## Cellule de Niboye
- Buhoro
- Gaseke
- Gateke
- Gorora
- Kigabiro
- Kinunga
- Kiruhura
- Munini
- Murehe
- Mwijabo
- Mwijuto
- Nyarubande
- Rwezamenyo
- Sovu
- Taba

## Cellule de Nyakabanda
- Amahoro
- Amarebe
- Amarembo
- Bigabiro
- Bukinanyana
- Bumanzi
- Bwiza
- Gatsibo
- Gikundiro
- Indakemwa
- Indamutsa
- Indatwa
- Inyarurembo
- Isangano
- Karama
- Kinyana
- Rugwiro
- Umurava